# Isola Nezametnyj (Kraj di Krasnojarsk)
L'isola Nezametnyj (in russo Остров Незаметный, ostrov Nezametnyj, in italiano "isola invisibile, nascosta") è un'isola russa che fa parte dell'arcipelago di Severnaja Zemlja ed è bagnata dal mare di Kara.
Amministrativamente fa parte del distretto di Tajmyr del Territorio di Krasnojarsk, nel Distretto Federale Siberiano.

## Geografia
L'isola è situata 300 m a sud della costa sud-orientale dell'isola della Rivoluzione d'Ottobre, dove termina il ghiacciaio Universitetskij (ледник Университетский, lednik Universitetskij), e a est del capo di Sverdlov (мыс Свердлова, mys Sverdlova).
Ha una forma leggermente allungata e irregolare, con un'insenatura sulla costa orientale; ha una lunghezza massima di 850 m e una larghezza di circa 650 m. Non ci sono rilievi significativi; le coste sono lisce e piatte.

## Isole adiacenti
- Isola di Sverdlov (остров Свердлова, ostrov Sverdlova), 1,3 km a sud-ovest.
- Isola Chlebnyj (остров Хлебный, ostrov Chlebnyj), 3,7 km a sud-sud-est.